# Élections cantonales de 2004 en Savoie
Les élections cantonales ont eu lieu les 21 et 28 mars 2004.
Lors de ces élections, 19 des 37 cantons de la Savoie ont été renouvelés. Elles ont vu la reconduction de la majorité UMP dirigée par Jean-Pierre Vial, président du conseil général depuis 2002.

## Résultats à l’échelle du département
Répartition départementale des résultats (2e tour).
- PS (25,38 %)
- DVG (17,74 %)
- Divers (1,82 %)
- UMP (14,93 %)
- UDF (9,08 %)
- DVD (31,05 %)

| Étiquette      | Étiquette                          | Premier tour | Premier tour | Second tour | Second tour | Sièges |
| Étiquette      | Étiquette                          | Voix         | %            | Voix        | %           | Sièges |
| -------------- | ---------------------------------- | ------------ | ------------ | ----------- | ----------- | ------ |
|                | Parti socialiste                   | 16 389       | 18,58        | 21 277      | 25,38       | 5      |
|                | Divers gauche                      | 10 910       | 12,37        | 14 871      | 17,74       | 4      |
|                | Parti communiste français          | 6 038        | 6,85         |             |             |        |
|                | Les Verts                          | 3 955        | 4,48         |             |             |        |
|                | Extrême gauche                     | 971          | 1,10         |             |             |        |
|                | Parti radical de gauche            | 140          | 0,16         |             |             |        |
| Gauche         | Gauche                             | 38 403       | 43,54        | 36 148      | 43,12       | 9      |
|                |                                    |              |              |             |             |        |
|                | Divers droite                      | 21 028       | 23,85        | 26 027      | 31,05       | 6      |
|                | Front national                     | 10 650       | 12,08        |             |             |        |
|                | Union pour un mouvement populaire  | 9 741        | 11,05        | 12 511      | 14,93       | 3      |
|                | Union pour la démocratie française | 6 028        | 6,84         | 7 613       | 9,08        | 1      |
|                | Extrême droite                     | 47           | 0,05         |             |             |        |
| Droite         | Droite                             | 47 494       | 53,87        | 46 151      | 55,06       | 10     |
|                |                                    |              |              |             |             |        |
|                | Divers                             | 1 191        | 1,35         | 1 525       | 1,82        | 0      |
|                |                                    |              |              |             |             |        |
|                | Régionalistes                      | 636          | 0,72         |             |             |        |
|                | Écologistes divers                 | 461          | 0,52         |             |             |        |
|                |                                    |              |              |             |             |        |
| Inscrits       | Inscrits                           | 148 238      | 100,00       | 135 236     | 100,00      |        |
| Abstention     | Abstention                         | 56 517       | 38,13        | 46 393      | 34,31       |        |
| Votants        | Votants                            | 91 721       | 61,87        | 88 843      | 65,69       |        |
| Blancs et nuls | Blancs et nuls                     | 3 536        | 3,86         | 5 019       | 5,65        |        |
| Exprimés       | Exprimés                           | 88 185       | 96,14        | 83 824      | 94,35       |        |

## Résultats par canton

### Canton d'Aix-les-Bains-Centre
| Candidats      | Candidats            | Étiquette      | Premier tour | Premier tour | Second tour | Second tour |
| Candidats      | Candidats            | Étiquette      | Voix         | %            | Voix        | %           |
| -------------- | -------------------- | -------------- | ------------ | ------------ | ----------- | ----------- |
|                | Jean-Claude Loiseau* | UMP            | 1 788        | 30,59        | 3 318       | 54,02       |
|                | Georges Daviet       | PS             | 1 591        | 27,22        | 2 824       | 45,98       |
|                | Marcel Debien        | FN             | 1 075        | 18,39        | Retrait     | Retrait     |
|                | Jean-François Portay | DVD            | 574          | 9,82         |             |             |
|                | Jacques Girard       | UDF            | 559          | 9,56         |             |             |
|                | Denise Dumandag      | PCF            | 211          | 3,61         |             |             |
|                | Maurice Martinet     | EXD            | 47           | 0,80         |             |             |
|                |                      |                |              |              |             |             |
| Inscrits       | Inscrits             | Inscrits       | 10 903       | 100,00       | 10 903      | 100,00      |
| Abstention     | Abstention           | Abstention     | 4 780        | 43,84        | 4 263       | 39,10       |
| Votants        | Votants              | Votants        | 6 123        | 56,16        | 6 640       | 60,90       |
| Blancs et nuls | Blancs et nuls       | Blancs et nuls | 278          | 4,54         | 498         | 7,50        |
| Exprimés       | Exprimés             | Exprimés       | 5 845        | 95,46        | 6 142       | 92,50       |

*sortant

### Canton d'Aix-les-Bains-Nord-Grésy
| Candidats      | Candidats            | Étiquette      | Premier tour | Premier tour | Second tour | Second tour |
| Candidats      | Candidats            | Étiquette      | Voix         | %            | Voix        | %           |
| -------------- | -------------------- | -------------- | ------------ | ------------ | ----------- | ----------- |
|                | Robert Clerc*        | DVD            | 3 009        | 47,85        | 3 920       | 59,88       |
|                | Éric Moreau          | DVG            | 1 857        | 29,53        | 2 626       | 40,12       |
|                | Claude Santaguiliana | FN             | 1 021        | 16,24        |             |             |
|                | Yves Daldosso        | EXG            | 226          | 3,59         |             |             |
|                | Thierry Mazoyer      | PCF            | 175          | 2,78         |             |             |
|                |                      |                |              |              |             |             |
| Inscrits       | Inscrits             | Inscrits       | 10 813       | 100,00       | 10 829      | 100,00      |
| Abstention     | Abstention           | Abstention     | 4 210        | 38,93        | 3 896       | 35,98       |
| Votants        | Votants              | Votants        | 6 603        | 61,07        | 6 933       | 64,02       |
| Blancs et nuls | Blancs et nuls       | Blancs et nuls | 315          | 4,77         | 387         | 5,58        |
| Exprimés       | Exprimés             | Exprimés       | 6 288        | 95,23        | 6 546       | 94,42       |

*sortant

### Canton d'Aix-les-Bains-Sud
| Candidats      | Candidats          | Étiquette      | Premier tour | Premier tour | Second tour | Second tour |
| Candidats      | Candidats          | Étiquette      | Voix         | %            | Voix        | %           |
| -------------- | ------------------ | -------------- | ------------ | ------------ | ----------- | ----------- |
|                | Jean-Louis Sarzier | DVG            | 1 582        | 24,96        | 3 565       | 54,75       |
|                | Serge Gathier      | UMP            | 1 493        | 23,55        | 2 946       | 45,25       |
|                | Bernard Vincent    | DVD            | 1 044        | 16,47        |             |             |
|                | Véronique Drapeau  | FN             | 888          | 14,01        |             |             |
|                | Catherine Toubhans | Verts          | 577          | 9,10         |             |             |
|                | Marcel Girardin    | DVG            | 540          | 8,52         |             |             |
|                | Gilbert Coron      | PCF            | 215          | 3,39         |             |             |
|                |                    |                |              |              |             |             |
| Inscrits       | Inscrits           | Inscrits       | 11 182       | 100,00       | 11 181      | 100,00      |
| Abstention     | Abstention         | Abstention     | 4 535        | 40,56        | 4 199       | 37,55       |
| Votants        | Votants            | Votants        | 6 647        | 59,44        | 6 982       | 62,45       |
| Blancs et nuls | Blancs et nuls     | Blancs et nuls | 308          | 4,63         | 471         | 6,75        |
| Exprimés       | Exprimés           | Exprimés       | 6 339        | 95,37        | 6 511       | 93,25       |

### Canton d'Albertville-Nord
| Candidats      | Candidats                | Étiquette      | Premier tour | Premier tour | Second tour | Second tour |
| Candidats      | Candidats                | Étiquette      | Voix         | %            | Voix        | %           |
| -------------- | ------------------------ | -------------- | ------------ | ------------ | ----------- | ----------- |
|                | François Rieu*           | PS             | 2 187        | 40,25        | 3 033       | 52,48       |
|                | François Cantamessa      | DVD            | 1 847        | 33,99        | 2 746       | 47,52       |
|                | Robert Bonnet-Ligeon     | FN             | 703          | 12,94        |             |             |
|                | Michaël Juliano          | PCF            | 329          | 6,05         |             |             |
|                | Alain Ract               | REG            | 163          | 3,00         |             |             |
|                | Frédéric Palluel-Lafleur | SE             | 134          | 2,47         |             |             |
|                | Marie-Thérèse Berger     | SE             | 71           | 1,31         |             |             |
|                |                          |                |              |              |             |             |
| Inscrits       | Inscrits                 | Inscrits       | 9 468        | 100,00       | 9 469       | 100,00      |
| Abstention     | Abstention               | Abstention     | 3 766        | 39,78        | 3 389       | 35,79       |
| Votants        | Votants                  | Votants        | 5 702        | 60,22        | 6 080       | 64,21       |
| Blancs et nuls | Blancs et nuls           | Blancs et nuls | 268          | 4,70         | 301         | 4,95        |
| Exprimés       | Exprimés                 | Exprimés       | 5 434        | 95,30        | 5 779       | 95,05       |

*sortant

### Canton d'Albertville-Sud
| Candidats      | Candidats            | Étiquette      | Premier tour | Premier tour | Second tour | Second tour |
| Candidats      | Candidats            | Étiquette      | Voix         | %            | Voix        | %           |
| -------------- | -------------------- | -------------- | ------------ | ------------ | ----------- | ----------- |
|                | Marcel Paviol        | PS             | 2 289        | 34,57        | 3 981       | 57,70       |
|                | Florian Drouet       | UMP            | 1 717        | 25,93        | 2 918       | 42,30       |
|                | André Pralong        | FN             | 968          | 14,62        |             |             |
|                | Philippe Perrier     | PCF            | 943          | 14,24        |             |             |
|                | Jean-François Girard | ECO            | 412          | 6,22         |             |             |
|                | Roger Sibuet         | SE             | 231          | 3,49         |             |             |
|                | Frédéric Berger      | SE             | 62           | 0,94         |             |             |
|                |                      |                |              |              |             |             |
| Inscrits       | Inscrits             | Inscrits       | 11 774       | 100,00       | 11 774      | 100,00      |
| Abstention     | Abstention           | Abstention     | 4 842        | 41,12        | 4 448       | 37,78       |
| Votants        | Votants              | Votants        | 6 932        | 58,88        | 7 326       | 62,22       |
| Blancs et nuls | Blancs et nuls       | Blancs et nuls | 310          | 4,47         | 427         | 5,83        |
| Exprimés       | Exprimés             | Exprimés       | 6 622        | 95,53        | 6 899       | 94,17       |

### Canton de Bourg-Saint-Maurice
| Candidats      | Candidats           | Étiquette      | Premier tour | Premier tour | Second tour | Second tour |
| Candidats      | Candidats           | Étiquette      | Voix         | %            | Voix        | %           |
| -------------- | ------------------- | -------------- | ------------ | ------------ | ----------- | ----------- |
|                | Jacqueline Poletti* | DVD            | 2 193        | 39,10        | 3 072       | 50,17       |
|                | Damien Perry        | DVD            | 1 688        | 30,09        | 3 051       | 49,83       |
|                | Serge Cochet        | PS             | 1 022        | 18,22        | Retrait     | Retrait     |
|                | John Germain        | FN             | 551          | 9,82         |             |             |
|                | Dominique Lemaire   | DVD            | 155          | 2,76         |             |             |
|                |                     |                |              |              |             |             |
| Inscrits       | Inscrits            | Inscrits       | 10 464       | 100,00       | 10 463      | 100,00      |
| Abstention     | Abstention          | Abstention     | 4 532        | 43,31        | 3 897       | 37,25       |
| Votants        | Votants             | Votants        | 5 932        | 56,69        | 6 566       | 62,75       |
| Blancs et nuls | Blancs et nuls      | Blancs et nuls | 323          | 5,45         | 443         | 6,75        |
| Exprimés       | Exprimés            | Exprimés       | 5 609        | 94,55        | 6 123       | 93,25       |

*sortant

### Canton de Bozel
| Candidats      | Candidats        | Étiquette      | Premier tour | Premier tour |
| Candidats      | Candidats        | Étiquette      | Voix         | %            |
| -------------- | ---------------- | -------------- | ------------ | ------------ |
|                | Vincent Rolland* | UMP            | 2 550        | 68,86        |
|                | Serge Rolland    | PCF            | 790          | 21,33        |
|                | Éric Abplanalp   | FN             | 363          | 9,80         |
|                |                  |                |              |              |
| Inscrits       | Inscrits         | Inscrits       | 7 268        | 100,00       |
| Abstention     | Abstention       | Abstention     | 3 373        | 46,41        |
| Votants        | Votants          | Votants        | 3 895        | 53,59        |
| Blancs et nuls | Blancs et nuls   | Blancs et nuls | 192          | 4,93         |
| Exprimés       | Exprimés         | Exprimés       | 3 703        | 95,07        |

*sortant

### Canton de Chambéry-Nord
| Candidats      | Candidats         | Étiquette      | Premier tour | Premier tour | Second tour | Second tour |
| Candidats      | Candidats         | Étiquette      | Voix         | %            | Voix        | %           |
| -------------- | ----------------- | -------------- | ------------ | ------------ | ----------- | ----------- |
|                | Thierry Repentin* | PS             | 1 690        | 38,49        | 2 846       | 62,73       |
|                | Olivier Ayet      | UMP            | 1 067        | 24,30        | 1 691       | 37,27       |
|                | Joëlle Regairaz   | FN             | 560          | 12,75        |             |             |
|                | Henri Dupassieux  | Verts          | 553          | 12,59        |             |             |
|                | Sophie Coquemer   | PCF            | 196          | 4,46         |             |             |
|                | Luc Mantello      | PRG            | 140          | 3,19         |             |             |
|                | Alain Massé       | EXG            | 122          | 2,78         |             |             |
|                | Nicole Renevier   | EXG            | 63           | 1,43         |             |             |
|                | Francis Colonel   | SE             | 0            | 0,00         |             |             |
|                |                   |                |              |              |             |             |
| Inscrits       | Inscrits          | Inscrits       | 7 465        | 100,00       | 7 466       | 100,00      |
| Abstention     | Abstention        | Abstention     | 2 956        | 39,60        | 2 715       | 36,36       |
| Votants        | Votants           | Votants        | 4 509        | 60,40        | 4 751       | 63,64       |
| Blancs et nuls | Blancs et nuls    | Blancs et nuls | 118          | 2,62         | 214         | 4,50        |
| Exprimés       | Exprimés          | Exprimés       | 4 391        | 97,38        | 4 537       | 95,50       |

*sortant

### Canton de Chambéry-Sud-Ouest
| Candidats      | Candidats             | Étiquette      | Premier tour | Premier tour | Second tour | Second tour |
| Candidats      | Candidats             | Étiquette      | Voix         | %            | Voix        | %           |
| -------------- | --------------------- | -------------- | ------------ | ------------ | ----------- | ----------- |
|                | Colette Bonfils*      | DVG            | 1 811        | 33,25        | 3 184       | 56,92       |
|                | Christian Saint-André | UDF            | 1 623        | 29,80        | 2 410       | 43,08       |
|                | Christophe Berard     | Verts          | 699          | 12,83        |             |             |
|                | Odette Debien         | FN             | 610          | 11,20        |             |             |
|                | Michel Vallet         | PCF            | 537          | 9,86         |             |             |
|                | Dante Rosini          | EXG            | 167          | 3,07         |             |             |
|                |                       |                |              |              |             |             |
| Inscrits       | Inscrits              | Inscrits       | 9 143        | 100,00       | 9 143       | 100,00      |
| Abstention     | Abstention            | Abstention     | 3 525        | 38,55        | 3 252       | 35,57       |
| Votants        | Votants               | Votants        | 5 618        | 61,45        | 5 891       | 64,43       |
| Blancs et nuls | Blancs et nuls        | Blancs et nuls | 171          | 3,04         | 297         | 5,04        |
| Exprimés       | Exprimés              | Exprimés       | 5 447        | 96,96        | 5 594       | 94,96       |

*sortant

### Canton de La Chambre
| Candidats      | Candidats         | Étiquette      | Premier tour | Premier tour | Second tour | Second tour |
| Candidats      | Candidats         | Étiquette      | Voix         | %            | Voix        | %           |
| -------------- | ----------------- | -------------- | ------------ | ------------ | ----------- | ----------- |
|                | Daniel Dufreney*  | DVD            | 1 654        | 48,04        | 2 118       | 58,93       |
|                | Jean-Louis Portaz | DVG            | 801          | 23,26        | 1 476       | 41,07       |
|                | Simon Pouchoulin  | DVG            | 435          | 12,63        |             |             |
|                | Émile Vullierme   | FN             | 258          | 7,49         |             |             |
|                | Gilles Juglair    | PCF            | 239          | 6,94         |             |             |
|                | Albert Prallet    | REG            | 56           | 1,63         |             |             |
|                |                   |                |              |              |             |             |
| Inscrits       | Inscrits          | Inscrits       | 5 596        | 100,00       | 5 596       | 100,00      |
| Abstention     | Abstention        | Abstention     | 2 053        | 36,69        | 1 846       | 32,99       |
| Votants        | Votants           | Votants        | 3 543        | 63,31        | 3 750       | 67,01       |
| Blancs et nuls | Blancs et nuls    | Blancs et nuls | 100          | 2,82         | 156         | 4,16        |
| Exprimés       | Exprimés          | Exprimés       | 3 443        | 97,18        | 3 594       | 95,84       |

*sortant

### Canton de Chamoux-sur-Gelon
| Candidats      | Candidats              | Étiquette      | Premier tour | Premier tour | Second tour | Second tour |
| Candidats      | Candidats              | Étiquette      | Voix         | %            | Voix        | %           |
| -------------- | ---------------------- | -------------- | ------------ | ------------ | ----------- | ----------- |
|                | Alexandre Dalla Mutta* | DVD            | 1 177        | 48,92        | 1 502       | 61,31       |
|                | Henri Carrel           | DVG            | 518          | 21,53        | 948         | 38,69       |
|                | Robert Novel           | PCF            | 491          | 20,41        | Retrait     | Retrait     |
|                | Raymond David-Vaudey   | FN             | 172          | 7,15         |             |             |
|                | Jean-Luc Evreux        | REG            | 48           | 2,00         |             |             |
|                |                        |                |              |              |             |             |
| Inscrits       | Inscrits               | Inscrits       | 3 349        | 100,00       | 3 349       | 100,00      |
| Abstention     | Abstention             | Abstention     | 865          | 25,83        | 779         | 23,26       |
| Votants        | Votants                | Votants        | 2 484        | 74,17        | 2 570       | 76,74       |
| Blancs et nuls | Blancs et nuls         | Blancs et nuls | 78           | 3,14         | 120         | 4,67        |
| Exprimés       | Exprimés               | Exprimés       | 2 406        | 96,86        | 2 450       | 95,33       |

*sortant

### Canton du Châtelard
| Candidats      | Candidats                    | Étiquette      | Premier tour | Premier tour | Second tour | Second tour |
| Candidats      | Candidats                    | Étiquette      | Voix         | %            | Voix        | %           |
| -------------- | ---------------------------- | -------------- | ------------ | ------------ | ----------- | ----------- |
|                | Albert Darvey                | DVG            | 1 250        | 49,37        | 1 451       | 53,25       |
|                | Michel Dantin                | DVD            | 975          | 38,51        | 1 274       | 46,75       |
|                | Évelyne Niveaux              | PCF            | 140          | 5,53         |             |             |
|                | Marie-Thérèse de Kervereguin | FN             | 123          | 4,86         |             |             |
|                | Sylvie Midavaine             | EXG            | 44           | 1,74         |             |             |
|                |                              |                |              |              |             |             |
| Inscrits       | Inscrits                     | Inscrits       | 3 535        | 100,00       | 3 532       | 100,00      |
| Abstention     | Abstention                   | Abstention     | 951          | 26,90        | 739         | 20,92       |
| Votants        | Votants                      | Votants        | 2 584        | 73,10        | 2 793       | 79,08       |
| Blancs et nuls | Blancs et nuls               | Blancs et nuls | 52           | 2,01         | 68          | 2,43        |
| Exprimés       | Exprimés                     | Exprimés       | 2 532        | 97,99        | 2 725       | 97,57       |

### Canton de Grésy-sur-Isère
| Candidats      | Candidats           | Étiquette      | Premier tour | Premier tour |
| Candidats      | Candidats           | Étiquette      | Voix         | %            |
| -------------- | ------------------- | -------------- | ------------ | ------------ |
|                | André Vairetto*     | PS             | 2 342        | 59,13        |
|                | Claude Duray        | DVD            | 829          | 20,93        |
|                | Bernard Teite       | FN             | 325          | 8,20         |
|                | Michel Roulet       | Verts          | 228          | 5,76         |
|                | Jean-Claude Mancini | PCF            | 110          | 2,78         |
|                | Pierre Biguet       | SE             | 50           | 1,26         |
|                | Mireille Bouvier    | ECO            | 49           | 1,24         |
|                | François Chabert    | EXG            | 28           | 0,71         |
|                |                     |                |              |              |
| Inscrits       | Inscrits            | Inscrits       | 5 750        | 100,00       |
| Abstention     | Abstention          | Abstention     | 1 716        | 29,84        |
| Votants        | Votants             | Votants        | 4 034        | 70,16        |
| Blancs et nuls | Blancs et nuls      | Blancs et nuls | 73           | 1,81         |
| Exprimés       | Exprimés            | Exprimés       | 3 961        | 98,19        |

*sortant

### Canton de Lanslebourg-Mont-Cenis
| Candidats      | Candidats           | Étiquette      | Premier tour | Premier tour | Second tour | Second tour |
| Candidats      | Candidats           | Étiquette      | Voix         | %            | Voix        | %           |
| -------------- | ------------------- | -------------- | ------------ | ------------ | ----------- | ----------- |
|                | Rozenn Hars         | UMP            | 677          | 42,13        | 1 102       | 67,28       |
|                | Jean-Pierre Jorcin  | UMP            | 449          | 27,94        | 536         | 32,72       |
|                | Valentin Vincendet  | PS             | 201          | 12,51        |             |             |
|                | Jean Blanc          | REG            | 163          | 10,14        |             |             |
|                | Anne-Célia Bouvier  | PCF            | 71           | 4,42         |             |             |
|                | France de la Serraz | FN             | 46           | 2,86         |             |             |
|                |                     |                |              |              |             |             |
| Inscrits       | Inscrits            | Inscrits       | 2 460        | 100,00       | 2 460       | 100,00      |
| Abstention     | Abstention          | Abstention     | 777          | 31,59        | 691         | 28,09       |
| Votants        | Votants             | Votants        | 1 683        | 68,41        | 1 769       | 71,91       |
| Blancs et nuls | Blancs et nuls      | Blancs et nuls | 76           | 4,52         | 131         | 7,41        |
| Exprimés       | Exprimés            | Exprimés       | 1 607        | 95,48        | 1 638       | 92,59       |

### Canton de Montmélian
| Candidats      | Candidats           | Étiquette      | Premier tour | Premier tour | Second tour | Second tour |
| Candidats      | Candidats           | Étiquette      | Voix         | %            | Voix        | %           |
| -------------- | ------------------- | -------------- | ------------ | ------------ | ----------- | ----------- |
|                | Béatrice Santais    | PS             | 2 034        | 32,90        | 3 606       | 56,32       |
|                | Michel Ravier       | DVD            | 1 570        | 25,40        | 2 797       | 43,68       |
|                | Guy Santaguiliana   | FN             | 718          | 11,61        |             |             |
|                | Laurent Petot       | Verts          | 631          | 10,21        |             |             |
|                | Jean-Claude Nicolle | DVG            | 540          | 8,74         |             |             |
|                | Sylviane Floret     | PCF            | 305          | 4,93         |             |             |
|                | Yves Durivault      | EXG            | 157          | 2,54         |             |             |
|                | Marcelle Montagnon  | REG            | 153          | 2,47         |             |             |
|                | Renée Laurent       | EXG            | 74           | 1,20         |             |             |
|                |                     |                |              |              |             |             |
| Inscrits       | Inscrits            | Inscrits       | 9 697        | 100,00       | 9 697       | 100,00      |
| Abstention     | Abstention          | Abstention     | 3 292        | 33,95        | 2 807       | 28,95       |
| Votants        | Votants             | Votants        | 6 405        | 66,05        | 6 890       | 71,05       |
| Blancs et nuls | Blancs et nuls      | Blancs et nuls | 223          | 3,48         | 487         | 7,07        |
| Exprimés       | Exprimés            | Exprimés       | 6 182        | 96,52        | 6 403       | 92,93       |

### Canton du Pont-de-Beauvoisin
| Candidats      | Candidats        | Étiquette      | Premier tour | Premier tour | Second tour | Second tour |
| Candidats      | Candidats        | Étiquette      | Voix         | %            | Voix        | %           |
| -------------- | ---------------- | -------------- | ------------ | ------------ | ----------- | ----------- |
|                | Pierre Cruvieux* | DVD            | 1 827        | 49,05        | 2 354       | 61,56       |
|                | Lucien Barret    | PS             | 1 022        | 27,44        | 1 470       | 38,44       |
|                | Ginette Brault   | FN             | 582          | 15,62        |             |             |
|                | Marylène Tardy   | PCF            | 294          | 7,89         |             |             |
|                |                  |                |              |              |             |             |
| Inscrits       | Inscrits         | Inscrits       | 6 409        | 100,00       | 6 409       | 100,00      |
| Abstention     | Abstention       | Abstention     | 2 442        | 38,10        | 2 277       | 35,53       |
| Votants        | Votants          | Votants        | 3 967        | 61,90        | 4 132       | 64,47       |
| Blancs et nuls | Blancs et nuls   | Blancs et nuls | 242          | 6,10         | 308         | 7,45        |
| Exprimés       | Exprimés         | Exprimés       | 3 725        | 93,90        | 3 824       | 92,55       |

*sortant

### Canton de La Ravoire
| Candidats      | Candidats        | Étiquette      | Premier tour | Premier tour | Second tour | Second tour |
| Candidats      | Candidats        | Étiquette      | Voix         | %            | Voix        | %           |
| -------------- | ---------------- | -------------- | ------------ | ------------ | ----------- | ----------- |
|                | Patrick Mignola* | UDF            | 3 846        | 45,07        | 5 203       | 59,67       |
|                | Philippe Lafay   | PS             | 2 011        | 23,56        | 3 517       | 40,33       |
|                | Laurent Gaviot   | FN             | 1 137        | 13,32        |             |             |
|                | Gérard Blanc     | Verts          | 1 127        | 13,21        |             |             |
|                | Alain Careglio   | PCF            | 413          | 4,84         |             |             |
|                |                  |                |              |              |             |             |
| Inscrits       | Inscrits         | Inscrits       | 13 547       | 100,00       | 13 550      | 100,00      |
| Abstention     | Abstention       | Abstention     | 4 736        | 34,96        | 4 393       | 32,42       |
| Votants        | Votants          | Votants        | 8 811        | 65,04        | 9 157       | 67,58       |
| Blancs et nuls | Blancs et nuls   | Blancs et nuls | 277          | 3,14         | 437         | 4,77        |
| Exprimés       | Exprimés         | Exprimés       | 8 534        | 96,86        | 8 720       | 95,23       |

*sortant

### Canton de Saint-Michel-de-Maurienne
| Candidats      | Candidats                     | Étiquette      | Premier tour | Premier tour | Second tour | Second tour |
| Candidats      | Candidats                     | Étiquette      | Voix         | %            | Voix        | %           |
| -------------- | ----------------------------- | -------------- | ------------ | ------------ | ----------- | ----------- |
|                | Jean-Michel Gallioz           | DVG            | 1 186        | 41,07        | 1 621       | 51,44       |
|                | Bernard Juillard*             | DVD            | 1 167        | 40,41        | 1 530       | 48,56       |
|                | Jean-Marie Richard-Chevallier | FN             | 229          | 7,93         |             |             |
|                | André Dufour                  | PCF            | 185          | 6,41         |             |             |
|                | Dominique Gheno               | EXG            | 68           | 2,35         |             |             |
|                | Christian Montagnon           | REG            | 53           | 1,84         |             |             |
|                |                               |                |              |              |             |             |
| Inscrits       | Inscrits                      | Inscrits       | 4 558        | 100,00       | 4 558       | 100,00      |
| Abstention     | Abstention                    | Abstention     | 1 612        | 35,37        | 1 321       | 28,98       |
| Votants        | Votants                       | Votants        | 2 946        | 64,63        | 3 237       | 71,02       |
| Blancs et nuls | Blancs et nuls                | Blancs et nuls | 58           | 1,97         | 86          | 2,66        |
| Exprimés       | Exprimés                      | Exprimés       | 2 888        | 98,03        | 3 151       | 97,34       |

*sortant

### Canton d'Yenne
| Candidats      | Candidats          | Étiquette      | Premier tour | Premier tour | Second tour | Second tour |
| Candidats      | Candidats          | Étiquette      | Voix         | %            | Voix        | %           |
| -------------- | ------------------ | -------------- | ------------ | ------------ | ----------- | ----------- |
|                | Maurice Michaud    | DVD            | 1 319        | 40,85        | 1 663       | 52,16       |
|                | René Padernoz      | SE             | 643          | 19,91        | 1 525       | 47,84       |
|                | Roger Gandet       | PCF            | 394          | 12,20        |             |             |
|                | Jean-Pierre Lovisa | DVG            | 390          | 12,08        |             |             |
|                | Maurice Girard     | FN             | 321          | 9,94         |             |             |
|                | Guy-Noël Choulet   | Verts          | 140          | 4,34         |             |             |
|                | Brigitte Tumbach   | EXG            | 22           | 0,68         |             |             |
|                |                    |                |              |              |             |             |
| Inscrits       | Inscrits           | Inscrits       | 4 857        | 100,00       | 4 857       | 100,00      |
| Abstention     | Abstention         | Abstention     | 1 554        | 32,00        | 1 481       | 30,49       |
| Votants        | Votants            | Votants        | 3 303        | 68,00        | 3 376       | 69,51       |
| Blancs et nuls | Blancs et nuls     | Blancs et nuls | 74           | 2,24         | 188         | 5,57        |
| Exprimés       | Exprimés           | Exprimés       | 3 229        | 97,76        | 3 188       | 94,43       |